# Z'Ha'Dum
 (mai 2021).
Si vous disposez d'ouvrages ou d'articles de référence ou si vous connaissez des sites web de qualité traitant du thème abordé ici, merci de compléter l'article en donnant les références utiles à sa vérifiabilité et en les liant à la section « Notes et références ».
Dans l'univers de Babylon 5, Z'Ha'Dum est la planète de l'un des plus vieux peuples qui habitent notre galaxie, les Ombres. Cette planète se trouve dans les limbes dans le système de Ha'Dum et tout vaisseau qui s'y aventure n'en revient jamais. La surface de cette planète n'est que désolation, les guerres successives qui ont opposé les Ombres à d'autres peuples l'ont complètement dévastée. Ses habitants décident alors de vivre dans les profondeurs en y construisant de gigantesques cités souterraines. À la fin de l'année 2260, la capitale de Z'Ha'Dum est détruite par le capitaine John Sheridan. Invité par les Ombres qui tentent de le piéger, puis de le tuer, il se retourne contre elles en faisant exploser son vaisseau à l'intérieur duquel il avait placé des bombes nucléaires. Pour que la technologie ultra-avancée des Ombres ne tombe pas dans d'autres mains, Z'Ha'Dum est finalement entièrement détruite par un système d'auto-destruction, en 2261, lorsque les Ombres puis les Drakhs l'abandonnent à la fin de la Guerre des Ombres.